# حسين جعفري
حسين جعفري (1992 -)، ممثل إيراني.

## عن حياته
بدأ في التمثيل في عام 2004 بدور في مسلسل يوسف الصديق العمل التاريخي الدرامي الضخم الذي أنتج عام 2008، والذي استغرق كتابة السيناريو فيه «أربع سنوات» وشارك فيه 20 باحثاً قي المادة التاريخية وكانت خلاصته 1800 صفحة من المعلومات الأدبية والتاريخية وكان دور الممثل حسين جعفري فيه هو النبي يوسف (عليه السلام) أو(يوزرسيف) في الصغر, وقد كان هذا الدور هو أول عمل له في مجال التمثيل تماماً مثل الممثل مصطفى زماني الذي شارك بدور النبي يوسف في الكبر وكان هذا أيضاً أول عمل له في مجال التمثيل.

## وصلات خارجية
- حسين جعفري على موقع قاعدة بيانات الأفلام العربية